# Chytonix melanochlora
Chytonix melanochlora là một loài bướm đêm trong họ Noctuidae.